# Ворота Святого Петра
Воро́та Свято́го Петра́ (лат. Porta Aurelia Sancti Petri) — ворота стены Аврелиана в Риме.
Ворота также назывались Porta Aurelia — как и старые ворота, позднее ставшие воротами Святого Панкратия. Они находились в восточной части Элиева моста (сегодня Понте Сант’Анджело) и, возможно, являлись Порта Корнелиа (построенными в III веке). Позднее ворота получили название ворот Святого Петра по расположенной недалеко раннехристианской базилике Святого Петра.